# Kościół San Giovanni Novo
Kościół San Giovanni Novo (w języku weneckim San Zan Novo, pl. Kościół Nowego św. Jana) – rzymskokatolicki kościół w Wenecji w dzielnicy (sestiere) Castello. Administracyjnie należy do Patriarchatu Wenecji. Jest kościołem filialnym w parafii Santi Zaccaria e Atanasio, wchodzącej w skład dekanatu San Marco – Castello. 
Pierwotnie nosił wezwanie San Giovanni in Oleo (św. Jana Ewangelisty w Oleju) – w nawiązaniu do cudownego przetrwania przez świętego gotowania w oleju. Obecne wezwanie nosi od XII wieku.

## Historia

### Pierwotny kościół
Historyk Flaminio Corner ustalił datę wzniesienia kościoła na 968 rok, co nastąpiło głównie z inicjatywy rodziny Trevisan. Pierwsza wzmianka o kościele znajduje się w dokumencie z 1163 roku. Aby odróżnić kościół od innych o tej samej nazwie, dano mu wezwanie San Giovanni in Oleo (św. Jan Ewangelista w Oleju) – w nawiązaniu do cudownego przetrwania przez świętego gotowania w oleju. W ciągu wieków kościół był kilkakrotnie przebudowywany. Nazwę Novo (Nowy) otrzymał po przebudowie w XII wieku. Czasy i okoliczności ustanowienia przy nim parafii pozostają niepewne, powinny one jednak być datowane nie później niż na XI wiek, czyli okres, w którym w mieście zostały wyznaczone struktury administracyjne (kościelne i cywilne), oparte na granicach parafii, zarządzanych przez proboszcza lub kolegium kapłanów (kapitułę). Po kolejnej renowacji, przeprowadzonej w pierwszych dekadach XV wieku został w 1463 roku konsekrowany przez Andreę Bona, biskupa Jesolo.

### Obecny kościół
W latach 1751–1762 kościół został zburzony i zbudowany na nowo, w tym samym miejscu i z pierwotną orientacją, według projektu Mattea Lucchesiego. Projekt wzorowany był na kościele Il Redentore, choć kościół San Giovanni Novo jest mniejszy i bardziej zwarty. Jego fasada została ukończona tylko do wysokość około 2 metrów, powyżej pozostawiono ją niedokończoną.
Na mocy dekretu napoleońskiego Królestwa Włoch z 5 czerwca 1805 roku (oraz kolejnych dekretów) zainicjowano w Wenecji proces kasat i przekształceń kościołów i klasztorów oraz zmian granic parafii. Na ich mocy w 1808 roku została zniesiona parafia San Giovanni in Oleo, a jej terytorium zostało początkowo włączone do parafii San Marco, w ramach której kościół zyskał status kościoła filialnego. W 1819 roku został włączony (nadal jako filialny) do parafii Santi Zaccaria e Atanasio. Do 1807 roku był zarządzany przez kapitułę, złożoną z kapłana tytularnego, diakona i subdiakona.

## Architektura
Kościół stoi wśród otaczających go wąskich uliczek. Niedokończona fasada szczytowa, wykonana – w późniejszym czasie – z nieotynkowanych cegieł, wychodzi na plac, strona północna i apsydy, również zbudowane z cegieł, pozostają wolno stojące, natomiast strona południowa wspiera się o sąsiednie budynki.

### Kampanila
Pierwotna kampanila (widoczna na rycinie Jacopa de’ Barbari z 1635 roku) była wysoką budowlą z ośmiobocznym bębnem i iglicą. Kampanila ta została wyburzona w 1762 roku i zastąpiona nową konstrukcją w stylu romańskim autorstwa Mattea Lucchesiego.

## Wnętrze
Wnętrze jest jednonawowe. Przy każdej ze ścian bocznych znajdują się dwa ołtarze, obramowane parami bliźniaczych półkolumn korynckich. Strop jest sklepiony, kwadratowe prezbiterium jest przekryte sklepieniem beczkowym.
W ołtarzu głównym znajduje się obraz Św. Jan Ewangelista w kotle z wrzącym olejem pędzla Francesca Maggiotta (koniec XVIII wieku), którego dzieła można znaleźć również w Scuola Grande di San Giovanni Evangelista oraz w kościołach San Geremia i San Francesco della Vigna.